# 絕地鬥士
《終極鬥士2》（英語：Undisputed II: Last Man Standing，或記作）是一部2006年美國武打片，由伊薩克·佛倫亭執導，為2002年電影《終極鬥士》的續集。由邁克·賈·懷特和史考特·艾金斯主演。該片2006年4月11日和2007年1月16日分別在荷蘭與美國以DVD首映發行。

## 劇情
故事敘述在前集過後的數年，前世界重量級拳王喬治·「冰人」·錢伯為了在退休時間賺點錢，便而前往俄羅斯拍廣告。在造訪當地進行的一系列的拳擊比賽時，他遭他人誣陷持有古柯鹼，而再度被送往監獄，但那裡的氣候卻比以前待的監獄還要寒冷。
在那他發現了該監獄官員安排的非法綜合格鬥賽，以助在外的大亨賺取賭金。為此，冰人與背後的大亨達成協議，只要打倒獄中最強的戰士尤里·波卡就能重獲自由。但身手高超的幫派頭目尤里·伯伊卡為了成為世界最強的拳手，而與冰人不合，使得雙方的暴力戰役即將展開。

## 演員
- 邁克·賈·懷特飾演喬治·「冰人」·錢伯（George "Iceman" Chambers）：前世界重量級拳王，退休期間前往俄羅斯，被誣陷持毒後入了獄。
- 史考特·艾金斯飾演尤里·伯伊卡（Yuri Boyka）：監獄殺人犯，囚犯中最具權勢的人，擅長綜合格鬥。
- 艾力·丹克（英语：Eli Danker）飾演克羅特／尼可拉（Crot / Nikolai）：半身不遂的年邁的囚犯，幫助冰人學習綜合格鬥。
- 班·克羅斯飾演史蒂芬·帕克（Steven Parker）：冰人的監獄室友。
- 馬克·伊凡諾（英语：Mark Ivanir）飾演嘎卡（Gaga）：監獄格鬥賽的背後大亨，迫使冰人打贏尤里來為自己賺錢。
- 瓦倫丁·加內夫（英语：Valentin Ganev）飾演典獄長馬爾科夫（Warden Markov）：俄羅斯監獄的典獄長。
- 黛西·朗（英语：Daisy Lang）飾演史韋特蘭娜（Svetlana）：嘎卡的手下。

## 評價
Kung Fu Cinema的馬克·波拉德給了《絕地鬥士》四星的好評（滿分五星），並稱其為「2007年第一偉大的武術電影，以及伊薩克·佛倫亭迄今最好的」。

## 續集
續集《終極鬥士3：贖罪》於2010年推出，由史考特·艾金斯所飾演的尤里·波卡擔任主角。下一部續集《終極鬥士4》於2016年推出，再次以艾金斯為主角。

## 外部連結
- 互联网电影数据库（IMDb）上《絕地鬥士》的资料（英文）
- AllMovie上《絕地鬥士》的资料（英文）
- 爛番茄上《絕地鬥士》的資料（英文）